# Нариманов (град)
Нариманов (на руски: Нариманов) е град в Русия, административен център на Наримановски район, Астраханска област. Населението му към 1 януари 2018 година е 11 079 души.